# ラオコーン (エル・グレコ)
『ラオコーン』（西: Laocoonte、英: Laocoön) は、ギリシャ・クレタ島出身であるマニエリスム期のスペインの巨匠エル・グレコが1610-1614年頃、キャンバス上に油彩で制作した唯一のギリシア神話主題の作品である。1614年の画家の財産目録には同主題の作品が3点記録されているが、現存するのは本作1点のみである。主題の解釈をめぐって様々な解釈がなされてきた作品で、謎に満ちている。1946年にサミュエル・ヘンリー・クレスのコレクションからワシントン・ナショナル・ギャラリーに寄贈された。

## 主題
本作の主題であるラオコーンの物語は、ウェルギリウスの『アエネイス』を初めとしていくつかの古典文学に登場する。ラオコーンはポセイドンの神官で、彼は仲間のトロイア人たちに、侵攻してきたギリシア人が残していった木馬 (画面やや左寄り中央にあるビサグラの門に向かっている) を自分たちの町に運び込まぬよう警告した。しかし、彼の「愚か者どもよ、贈り物をもってきた時でさえギリシア人を信用するな」という言葉は無視される。ギリシアの戦の女神ミネルヴァに捧げられたものであった木馬に、自棄になったラオコーンは自分の槍を放つ。神々(おそらく画面の右側) は、このことに対する復讐のために海蛇を使って、ラオコーンと2人の息子たちを殺害してしまう。彼らの死はトロイア人により「神の怒り」と解釈された。結局、木馬は町の中に引き入れられ、夜、木馬の腹部に隠れていたギリシアの兵士たちは木馬から出て、町の城門を開けてしまう。かくして、トロイアは陥落し、トロイア戦争は終結することになる。

## 作品

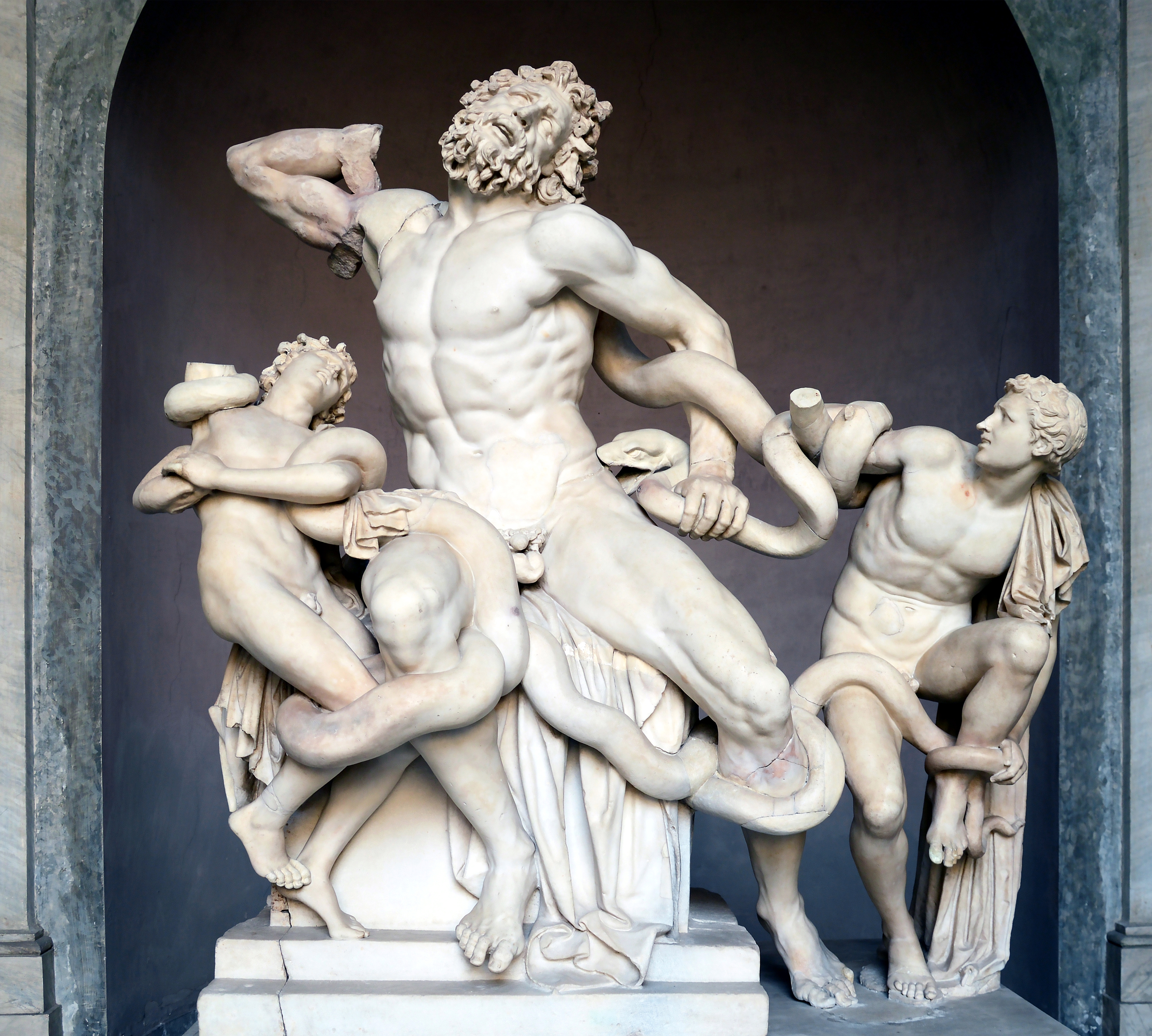
『ラオコーン像』前160-20年（推定）、210 x 285 cm、ヴァチカン美術館

少数の肖像画を除けば、ほとんど宗教的作品だけを描いたエル・グレコにとって、なぜギリシア神話の主題が重要であったかはわからない。ギリシア神話がキリスト教と関連があったと説明する研究者もいる。画家が住んでいたトレドにおけるカトリック保守派と改革派の抗争を暗示しているという見方もあれば、トレドはトロイア人の子孫によって建設されたという伝説を頼りに、改革主義者のトレド大司教バルトロメ・デ・カランサに対する迫害を暗示しているという見方もある。また、画面右側の2人の人物をアダムとイヴとする説も出されている。さらに、右側の2人の人物はキリスト教には関係なく、ギリシア神話のアポローンとアルテミスであるという見方もある。ちなみに、右側の2人の人物の間に見える5本目の脚は、過去の画面洗浄の際に誤って洗い出されたものである。
しかし、そうした諸説はさておき、エル・グレコは若かった頃の1570年にローマで見た『ラオコーン像』(ヴァチカン美術館) に触発され、自身も同じ群像を描いてみたかったのだろうと思われる。当代の芸術家たちは古代ギリシア・ローマ文化を超越したと考えていたが、エル・グレコもまたそうした自負心を持っていたとも考えられる。また、捻られた身体の人物像を描くことで、絵画が彫刻よりも効果的であるということを示したかったのかもしれない。なお、画面では、トロイアの町はトレドの町の西側の情景に置き換えられている。 